# ТАТ-Ф
ТАТ-Ф — полевой телефонный аппарат-трубка с фоническим вызовом (сокращённо ТАТ-Ф).
Предназначен для линейных надсмотрщиков как контрольный аппарат при работе по наводке кабельных линий и при устранении их повреждений, а также для телефонной связи в передовой полосе.
Аппарат может работать как по однопроводным, так и по двухпроводным телефонным линиям; он может быть включён на оконечных, промежуточных и контрольных телефонных станциях.

## Тактико-технические данные
Дальность действия аппарата по телефонному кабелю ПТФ-7 составляет 15 км и по телефонному кабелю ПТГ-19 - 25-35 км. Таким образом, по дальности действия аппарат ТАТ-Ф несколько уступает аппарату УНА-Ф-31, но более удобен в эксплуатации вследствие малых размеров, малого веса и удобства в переноске и пользования им.
Вес аппарата с чехлом: 1,5 кг.Размеры в чехле:
длина . . . 280 мм
ширина . . . 100 мм
высота . . . 90 мм
Основным недостатком аппарата ТАТ-Ф, по сравнению с аппаратом УНА-Ф-31, является быстрый расход источников тока. Объясняется это тем, что в качестве источника тока в аппарате используется батарея из двух сухих элементов типа БАС ёмкостью 0,6 ампер-часа. Естественно, что при частом использовании зуммера для вызова батарея быстро расходуется и требует замены. Поэтому посылку вызова рекомендуется производить голосом и только в исключительных случаях можно применять для вызова зуммер.
|                                     | Теле- фон | Микро- фон | Бата- рея | Траснформатор и зумер | Траснформатор и зумер | Конден- сатор |
| первичная обмотка                   | Теле- фон | Микро- фон | Бата- рея | вторичная обмотка     |                       | Конден- сатор |
| ----------------------------------- | --------- | ---------- | --------- | --------------------- | --------------------- | ------------- |
| Сопротивление постоянному току (Ом) | 120       | 50         | 0,4       | 1,5                   | 38                    | -             |
| Диаметр проволоки (мм)              | 0,1       | -          | -         | 0,41                  | 0,2                   | -             |
| Число витков                        | 1700      | -          | -         | 270                   | 1370                  | -             |
| Ёмкость (мкФ)                       | -         | -          | -         | -                     | -                     | 0,1           |
| Напряжение (В)                      | -         | -          | 3,0       | -                     | -                     | -             |

## Устройство аппарата
Аппарат представляет собой литой пластмассовый корпус в виде микротелефонной трубки с микротелефонным шнуром и линейной колодкой со стержнем заземления. Аппарат носится в брезентовом чехле на плечевом ремне или на поясе.
В передней части корпуса расположены: микрофон, телефон и разговорный клапан с вызывной кнопкой, укреплённые на одной общей металлической пластине.  Эта пластина является одновременно крышкой, защищающей внутренней монтаж и другие детали аппарата от механических повреждений, она крепится к корпусу двумя винтами. На внутренней стороне пластины укреплены контактные пружины разговорного клапана и вызывной кнопки.
В средней части корпуса, под пластиной, расположены: справа – искрогасительный конденсатор зуммера, ёмкостью 0,1 мкф, типа БИК; слева – нижняя часть помещения для источников тока.
Микрофон аппарата ТАТ-Ф представляет собой пластмассовую чашку с амбушуром и крепительным кольцом. Внутри чашки расположены микрофонный капсюль типа МБ-5 (такой же как в аппаратах УНА), контактные пружины и винты, крепящие чашку к корпусу. Под чашкой микрофона в корпусе аппарата размещён зуммер-прерыватель. Обмотки которого одновременно являются и микрофонным трансформатором. Регулировочный винт трансформатора выведен наружу.
Зуммер состоит из железного сердечника, катушки с двумя обмотками, якоря с пружиной, контактной пружины, регулировочного винта и корпуса, на котором смонтированы все эти части.
Телефон. В аппарате ТАТ-Ф применён обычный телефон, как в аппаратах УНА. Он расположен в верхней части корпуса.
Батарея. В верхней части корпуса, за телефоном, расположена батарея (БАС). Элементы батареи  устанавливаются один на другой, в специальное отверстие, которое закрывается навинтованой пластмассовой пробкой. С внутренней стороны пробка имеет спиральную пружину, прижимающую элементы сверху, для улучшения контакта.
Шнур аппарата служит для соединения схемы аппарата с линейной колодкой. Шнур состоит из двух изолированных жил, заключённых в резиновый шланг.
Линейная колодка изготовлена из пластмассы и имеет крышку, которая крепится к корпусу колодки двумя винтами. На крышке расположены линейные зажиты Л1 и Л2. В центре дна колодки вмонтирован линейный зажим ГЗ, а рядом с ним гнездо для ввинчивания стержня заземления. Внутри коробки размещён громоотвод пластинчатого типа и монтажные проводники.
Громоотвод служит для предохранения телефониста о схемы аппарата от воздействия грозовых разрядов.

## Включение в линию
При включении аппарата в двухпроводную линию один провод подключается к зажиму Л1, а другой к зажиму Л2, стержень заземления втыкается в землю. Если требуется отнести заземление от аппарата на расстояние, превышающее длину шнура, тогда стержень для заземления вывинчивается из гнезда линейной колодки и втыкается в землю на нужном расстоянии от аппарата, а зажим его соединяется проводником с зажимом ГЗ.
При включении аппарата в однопроводную линию провод может быть подключён к любому линейному зажиму (Л1 или Л2). Свободный зажим в этом случае соединяется проводником с зажимом ГЗ, а стержень заземления втыкается в землю.